# João Neumann
João Nepomuceno Neumann (em alemão: Johann Nepomuk Neumann, em checo: Jan Nepomucký Neumann - 28 de março de 1811 - 20 de janeiro de 1860) foi um imigrante católico da Boêmia. Neumann chegou aos Estados Unidos em 1836, onde foi ordenado, entrou para a ordem dos Redentoristas e foi sagrado Bispo da Filadélfia em 1852. Na Filadélfia, João Neumann fundou o primeiro sistema escolar católico diocesano nos EUA. Canonizado em 1977, ele é o único estadunidense homem a ser declarado santo até então.